# On My Way
"On My Way" é uma canção da artista musical e atriz norte-americana Lea Michele, contida em seu primeiro álbum de estúdio Louder (2014). Foi composta por Ali Tamposi e Fernando Garibay, juntamente com os produtores musicais Marcus Lomax, Jordan Johnson, Stefan Johnson e Clarence Coffee Jr., e foi produzida pelo grupo de compositores The Monsters and the Strangerz junto com Kuk Harrell.

## Vídeo musical
Lea Michele gravou o vídeo musical da música em 19 de abril de 2014, em vários locais da Califórnia, incluindo um motel. O vídeo foi lançado em 19 de maio de 2014.